# Park Seong-tae
Park Seong-tae (kor. 박성태; ur. 10 lipca 1927) – południowokoreański strzelec, olimpijczyk. 
Brał udział w igrzyskach olimpijskich w 1972 (Monachium). Wystartował tylko w skeecie, w którym zajął 56. miejsce.
Brązowy medalista Mistrzostw Azji 1971 w skeecie.

## Wyniki olimpijskie
| Igrzyska | Konkurencja | Wynik       | Miejsce    | Źródło |
| -------- | ----------- | ----------- | ---------- | ------ |
| IO 1972  | Skeet       | 168 punktów | 56 (na 63) | [ 1 ]  |